# Lista postaci ze świata Mass Effect
Artykuł opisuje główne postacie z uniwersum serii Mass Effect. Lista zawiera jedynie postaci najważniejsze z punktu widzenia fabuły gier, komiksów lub książek.
Uwaga: W celu zachowania jednolitości artykułu, w dalszej jego części przyjęto domyślną postać głównego bohatera – mężczyznę pojawiającego się w większości oficjalnych materiałów promocyjnych. Mimo używania męskoosobowych zaimków, informacje mogą odnosić się również do postaci kobiecej, chyba że w danym fragmencie wyraźnie sprecyzowano płeć.

## Komandor Shepard
Komandor porucznik Shepard to główny bohater kanonicznej trylogii. Jego płeć, wygląd, historię, umiejętności bojowe oraz imię gracz określa przed rozpoczęciem rozgrywki. Domyślny bohater, pojawiający się w zwiastunach i oficjalnych materiałach promocyjnych, nazywa się – w zależności od płci – John bądź Jane, zaś jego klasa to żołnierz. Domyślny wygląd Sheparda oparty został na sylwetce holenderskiego modela Marka Vanderloo.
Shepard jest weteranem wojennym, który na wczesnym etapie gry otrzymuje status Widma (agenta wydziału Wywiadu i Działań Militarno-Obronnych) – elitarnego agenta na usługach Rady Cytadeli, mającego pełną swobodę działań w celu zakończenia misji sukcesem. Podążając tropem zbuntowanego Widma, Sarena Arteriusa, odkrywa, że współpracuje on ze Żniwiarzami – prastarą rasą maszyn, która co pięćdziesiąt tysięcy lat unicestwia rozwinięte cywilizacje zamieszkujące galaktykę. Shepardowi udaje się udaremnić knowania Sarena oraz pokonać Żniwiarza Suwerena. Rada Cytadeli, uważająca Suwerena za technologię gethów, bagatelizuje zagrożenie, wysyłając Sheparda do zwalczania niedobitków armii Gethów, których działania po klęsce Żniwiarza stały się chaotyczne i nieskoordynowane.
Dwa miesiące po pokonaniu Suwerena, podczas rutynowego patrolu, Normandia zaatakowana zostaje przez okręt Zbieraczy. Shepard ratuje niechcącego porzucić Normandię Jokera, sam jednak ginie nie zdążywszy dotrzeć do promu ratunkowego. Jego ciało zostaje odzyskane z rąk Handlarza Cieni i Zbieraczy przez Liarę T’soni i przekazane Cerberusowi – ludzkiej organizacji walczącej o dominację ludzi w galaktyce. W ciągu dwóch lat Cerberus rekonstruuje ciało Sheparda, używając w tym celu cybernetyki i nanotechnologii. Po wskrzeszeniu komandor podejmuje współpracę z Cerberusem, chcąc wyjaśnić przyczyny znikających ludzkich kolonii. Odkrywa, że za zniknięciami stoją Zbieracze, których baza mieści się w samym centrum galaktyki, gdzie dostać można się tylko poprzez przekaźnik, zza którego nie powrócił jeszcze żaden okręt. Shepardowi i jego drużynie udaje się pozyskać moduł identyfikacyjny, dzięki czemu Normandia może bezpiecznie dostać się do centrum galaktyki. W bazie Zbieraczy komandor odkrywa, że ludzie porywani z kolonii przetwarzani są w ludzkiego Żniwiarza, którego udaje mu się pokonać.
Pomiędzy swoim wskrzeszeniem a zniszczeniem bazy Zbieraczy Shepard opóźnia rozpoczęcie inwazji Żniwiarzy, jednak ceną za to jest zniszczenie systemu Bahak, w którym znajdowała się 300 tysięczna kolonia batarian. Przymierze Systemów, mając na uwadze wielkie zasługi komandora dla galaktyki, nie stawia go przed sądem wojennym, zostaje on jednak uziemiony w siedzibie przymierza w Vancouver. Pół roku po wydarzeniach w bazie Zbieraczy rozpoczyna się inwazja Żniwiarzy na Ziemię. Shepard zostaje przywrócony do służby i wysłany na Cytadelę w celu zyskania pomocy innych ras. Rada Cytadeli, obawiająca się o bezpieczeństwo swoich rodzinnych układów, odmawia wysłania wojsk na Ziemię. Komandor zaczyna budować sojusze, zyskując przychylność turian, asari, salarian, krogan, quarian, gethów i raknii, tworząc tym samym armię, która ostatecznie uderzy na Żniwiarzy. W międzyczasie dzięki Shepardowi Przymierze wchodzi w posiadanie pozostawionych przez proetan schematów Tygla – potężnej superbroni, która potencjalnie może zniszczyć Żniwiarzy – i rozpoczyna jego budowę.
Ostatecznie komandor spotyka się z Katalizatorem – inteligentnym konstruktem, który od eonów strzeże równowagi w galaktyce, co pięćdziesiąt tysięcy lat przetwarzając wysoko zaawansowane rasy organiczne w Żniwiarzy, zanim te zostaną zniszczone przez syntetyków, których tworzą. Katalizator oferuje kilka rozwiązań, od których zależą dalsze losy Sheparda i całej galaktyki:
- Shepard decyduje się zniszczyć Żniwiarzy, co od samego początku było celem. Żniwiarze zostają pokonani, ale jeśli komandor nie zebrał wystarczająco silnej armii, giną również wszyscy przebywający na Ziemi. Jeżeli jednak Shepard zebrał silną armię, jest to jedyne zakończenie, w którym może przeżyć.
- Shepard postanawia przejąć kontrolę nad Żniwiarzami. Jego ciało ulega dezintegracji, jednak świadomość, myśli i wspomnienia pozostają wieczne.
- Shepard, który po odtworzeniu przez Cerbrusa był hybrydą organiczno-syntetyczną, poświęca się, aby wszystkie istoty organiczne i syntetyczne zyskały nową strukturę DNA, dzięki czemu staną się takie same – zarówno pod względem genetycznym, jak i inteligencji i zdolności empatii.
- Shepard ignoruje Katalizatora, twierdząc, że ludziom i ich sprzymierzeńcom uda się zakończyć wojnę ze Żniwiarzami na własnych warunkach, jednak ostatecznie to Żniwiarze odnoszą zwycięstwo.

## Sojusznicy

### Kaidan Alenko
Kaidan urodził się jako dziecko napromieniowane w łonie matki pierwiastkiem zero, dzięki czemu wykazuje większy potencjał biotyczny niż przeciętny człowiek. Jako jedno z dzieci, które przeżyły napromieniowanie, został „zachęcony” do wzięcia udziału w przeprowadzonym przez Przymierze programie Biotycznej Wstrzemięźliwości i Aklimatyzacji. Kontrowersyjny program wykorzystywał implanty L2, powodujące u użytkowników kłopoty zdrowotne, takie jak paraliż, popadanie w obłęd czy nieustające bóle. Program został zamknięty po tym, jak Kaidan, chcąc chronić koleżankę, w napadzie szału nieumyślnie zabił znęcającego się nad nią sadystycznego instruktora.
Po zamknięciu programu czuł się zagubiony i sparaliżowany, powrócił jednak do Przymierza w 2173 roku, aby rozpocząć służbę. Odmówił dalszego szkolenia biotycznego, wstąpił do Marynarki Przymierza i awansował na porucznika. Mimo problemów zdrowotnych wywoływanych przez implant (migreny, wrażliwość na światło i hałas) zdobył kilka wyróżnień. Ostatecznie trafił na SSV Normandię pod dowództwo kapitana Andersona, a następnie komandora Sheparda.
Wraz z Shepardem trafił na Eden Prime w celu zabezpieczenia starożytnego nadajnika. Podczas misji spotykają zbuntowane turiańskie Widmo, Sarena Arteriusa, który spiskuje ze Żniwiarzami. Gdy Shepard otrzymuje status Widma, wraz z nim rozpoczyna pościg za Saranem, mający na celu udaremnienie jego działań.
Gdy komandor ginie dwa miesiące po śmierci Sarena, Alenko pozostaje w wojsku i otrzymuje awans na kapitana. Przymierze wysyła go do kolonii na planecie Horyzont, gdzie nadzorować ma instalację dział obronnych. Gdy kolonia zostaje zaatakowana przez Zbieraczy, pojawia się Shepard, chcący udaremnić porwanie kolonistów. Komandor proponuje Alence ponowne przyłączenie się do jego drużyny, ten jednak odmawia, ponieważ Shepard tymczasowo pracuje z organizacją Cerberus, będącą w konflikcie z Przymierzem.
Po wydarzeniach na Horyzoncie Alenko zostaje promowany na majora i przyjmuje propozycję zostania instruktorem 1. Zespołu Biotyków do Zadań Specjalnych. Kilka miesięcy później w Vancouver spotyka Sheparda; chwilę po ich spotkaniu Ziemia zostaje zaatakowana przez Żniwiarzy. Alenko wraz z Shepardem i Jamesem Vegą otrzymują rozkaz udania się na Cytadelę, aby zdobyć wsparcie Rady. Przed opuszczeniem Układu Słonecznego wysłani zostają na Marsa, gdzie mają spotkać się z doktor Liarą T’Soni, która przeszukując marsjańskie archiwa protean natrafiła na schematy urządzenia mogącego być superbronią zdolną zniszczyć Żniwiarzy. Alenko odnosi poważne obrażenia w walce z agentami Cerberusa, którzy również chcą zdobyć schematy.
Kaidan w krytycznym zostaje przetransportowany na Cytadelę, gdzie trafia pod opiekę specjalistów. Podczas rekonwalescencji przyjmuje złożoną mu przez radnego Donnela Udinę propozycję zostania drugim ludzkim Widmem. Jakiś czas później Shepard okrywa, że Udina w zmowie z Cerberusem planuje zamach stanu, mający na celu zamordowanie radnych asari, salarian i turian i umocnienie pozycji ludzi. Kaidan, wyznaczony do ochraniania radnych, konfrontuje się z Shepardem chcącym zabić spiskowca. Wciąż nie ufając komandorowi, który współpracował z Cerberusem, żąda wyjaśnień, ostatecznie jednak daje wiarę słowom Sheparda i pozwala mu zabić Udinę. Po tych wydarzeniach powraca na Normandię i wspiera komandora w dalszych działaniach przeciwko Żniwiarzom. Tuż przed ostateczną konfrontacją Shepard nakazuje swojej drużynie wycofanie się z pola walki, nie chcąc narażać ich na niepotrzebne niebezpieczeństwo. Kaidan i reszta załogi Normandii opuszcza Układ Słoneczny, lądując awaryjnie na obcej planecie w innym układzie.
Alenko może zginąć trzykrotnie w ciągu serii: w pierwszej części podczas misji na Virmirze, gdzie Shepard musi poświęcić jego albo Ashley, w części trzeciej, jeśli komandorowi nie uda się przekonać go, że za zamachem stanu stoi Udina oraz w finale trzeciej części, jeśli Shepard nie zebrał wystarczająco silnej armii.
Romans z nim nawiązać można zarówno grając postacią żeńską (w części pierwszej i trzeciej), jak i mężczyzną (tylko w części trzeciej). Jeśli Kaidan przeżył, w ostatniej scenie Mass Effect 3 wraz z resztą załogi Normandii stoi przy ścianie pamięci, aby upamiętnić komandora, który poświęcił się, by pokonać Żniwiarzy. Jeżeli Kaidan był miłością Sheparda, przyczepia on na ścianie pamięci tabliczkę z imieniem komandora; jeżeli komandorowi udało się przeżyć, Kaidan uśmiecha się i nie przyczepia tabliczki, mając przeczucie, że Shepard żyje.
Twarz Kaidana wzorowana jest na twarzy modela Luciana Costy.

### David Anderson
Główny bohater powieści Mass Effect: Objawienie, mentor komandora Sheparda w grach, postać drugoplanowa w powieści Mass Effect: Odwet oraz tymczasowy członek oddziału w Mass Effect 3.
W Objawieniu Anderson jest młodym porucznikiem, jednym z najlepszych żołnierzy Przymierza, absolwentem Akademii Arcturus i bohaterem wojny pierwszego kontaktu, mającym za sobą elitarne szkolenie N7. Przybywa do placówki badawczej na Sidonie, gdzie zastaje wymordowanych naukowców i kilku najemników. Rozpoczyna śledztwo, mające na celu ustalenie osób odpowiedzialnych za masakrę. Podczas dochodzenia zakochuje się w głównej podejrzanej i jedynym świadku, Kahlee Sanders, jednakże ze względu na rozbieżne kariery zawodowe kończą swój romans i pozostają przyjaciółmi. Rada Cytadeli rozpatruje kandydaturę Andersona na Widmo, przydzielając mu do pomocy Sarena, który zrzuca na niego odpowiedzialność za masakrę cywilów, przekreślając jego szanse.
W pierwszej części Mass Effect jest kapitanem Normandii – najnowocześniejszego statku Przymierza, zrzeka się jednak dowództwa na rzecz Sheparda, gdy ten zostaje Widmem. Gdy w dalszej części gry statek zostaje uziemiony przez Radę, uważającą, że zagrożenie zostało zażegnane, pomaga Shepardowi opuścić stację – w zależności od decyzji gracza, może albo ogłuszyć ambasadora Udinę i skorzystać z jego komputera w jego biurze, albo zakraść się do Służ Ochrony Cytadeli, gdzie zostaje postrzelony. Pod koniec gry Shepard może zaproponować kandydaturę Andersona na ludzkiego członka Rady. W Mass Effect 2 zyskuje stopień admirała. Jeśli gracz wytypował jego kandydaturę na radnego, Anderson opowie, że zostanie politykiem nie było jego wymarzonym sposobem na zakończenie kariery, ale stara się robić wszystko, aby wspierać interesy ludzkości.
Jakiś czas później zgadza się pomóc Kahlee, mającej problemy z Cerberusem. W toku wydarzeń udaje im się uratować placówkę dla uzdolnionych dzieci, zagrożoną przez Paula Graysona – byłego agenta Cerberusa, który za zdradę organizacji poddany został eksperymentom z technologią Żniwiarzy. Anderson i Sanders przekazują ciało Graysona Radzie, ta jednak wciąż nie daje wiary w istnienie zagrożenia, twierdząc, że Graysona zmodyfikowano przy użyciu technologii opracowanej przez Cerberusa. Anderson rezygnuje z kariery politycznej i powraca do Przymierza, czując, że jako żołnierz bardziej przyda się w walce ze Żniwiarzami. Zostaje ponownie przydzielony na Normandię, aby sprowadzić Sheparda na Ziemię w celu postawienia go przed sądem.
W momencie rozpoczęcia inwazji Żniwiarzy na Ziemię przebywa w siedzibie przymierza w Vancouver, skąd wysyła Sheparda na Cytadelę w celu pozyskania sojuszników, sam zaś pozostaje na Ziemi i koordynuje działania ruchu oporu. Ginie podczas ostatecznej konfrontacji z Człowiekiem Iluzją.

### EDI
Sztuczna inteligencja pierwotnie zainstalowana w ludzkiej bazie na Księżycu, gdzie zyskała świadomość i wymordowała chcących ją zdezaktywować ludzi. Została zdezaktywowana przez Sheparda, jednak pozostałości programu zostały znalezione i zmodyfikowane przez Cerberusa, który nadał jej imię EDI i zainstalował na Normandii SR-2 m.in. w celu inwigilowania poczynań Sheparda. Pełni również funkcje informacyjne, przeprowadza obliczenia oraz nadzoruje pracę Jokera, który początkowo jest bardzo sceptycznie nastawiony do karcącej go za byle błahostkę SI. W miarę rozwoju fabuły oboje jednak się zaprzyjaźniają i zaczynają tworzyć zgrany duet. W pewnym momencie zostaje podłączona do wszystkich systemów Normandii i obejmuje nad nią pełną kontrolę, co określa stwierdzeniem, że czuje się, jakby zyskała ciało. Wykształca się w niej również coś na kształt świadomości. Stara się zrozumieć ludzkie zachowania, zaś w wyniku ich obserwacji zyskuje nawet poczucie humoru, dzięki czemu w najmniej spodziewanych momentach potrafi powiedzieć coś nieodpowiedniego, kwitując to stwierdzeniem „To żart”. EDI stanowi skrót od Enhanced Defense Intelligence (w polskiej wersji Elektroniczna Inteligencja Defensywna).
W Mass Effect 3 EDI udaje zainstalować się na platformie androida należącego wcześniej do Cerberusa, dzięki czemu staje się członkiem drużyny komandora Sheparda. Za sprawą dalszych obserwacji ludzi i rozmów z Shepardem zyskuje świadomość i chce jak najbardziej upodobnić się do człowieka. Pod wpływem zachęceń Sheparda może zgodzić się na związek z zakochanym w niej Jokerem. Chociaż EDI jako sztuczna inteligencja nie rozumie miłości w taki sposób jak ludzie, stwierdza, że gotowa jest poświęcić swoją funkcjonalność, jeśli mogłoby to uratować Jokera.
Może zginąć w jednym z zakończeń gry, w którym Shepard decyduje się na zniszczenie Żniwiarzy, wraz z którymi zniszczone zostają również wszelkie inne istoty syntetyczne, w tym EDI i gethy. W innej wersji zakończenia Shepard poświęca się, sprawiając, że zmienia się genom wszystkich istot w galaktyce, które stają się syntetyczno-organiczną hybrydą – ludzie zyskują inteligencję syntetyków, syntetyki z kolei zdolne są do empatii.

### Kasumi Goto
Mistrzyni złodziei, biegła w hakerstwie i sztuce kamuflażu. Przez pewien czas jej znakiem rozpoznawczym była czerwona róża, którą pozostawiała w miejscu skradzionego przedmiotu. Podczas jednego ze zleceń została uprzedzona przez innego złodzieja, Keijiego Okudę, w którym zakochała się z wzajemnością i z którym stworzyła zgrany złodziejski duet. Podczas jednego ze skoków Keiji wchodzi w posiadanie danych Przymierza, a niedługo później ginie. Kasumi przeprowadza śledztwo, w toku którego odkrywa, że jej partner zginął na zlecenie handlarza bronią Donovana Hocka, który ukradł graybox Keijiego – neuroimplant, na którym zakodował on dane Przymierza pośród własnych wspomnień. Przygotowując się do operacji odzyskania grayboksu Kasumi zwraca na siebie uwagę Cerberusa, który oferuje jej pomoc w zamian za przyłączenie się do Sheparda.
Goto i Shepard udają się na przyjęcie Hocka i włamują się do pilnie strzeżonej sutereny, gdzie przestępca przetrzymuje najbardziej kosztowne przedmioty, i wykradają graybox. Przed ucieczką z willi stawiają czoła najemnikom biznesmena oraz jemu samemu, ostatecznie go zabijając. Dziewczyna zapoznaje się z zawartością grayboksu. Keiji w wiadomości do Kasumi nakazuje jej zniszczyć urządzenie, co ta robi lub nie, w zależności od wyboru, jakiego dokona gracz.
Pół roku później Shepard spotyka Kasumi na Cytadeli, gdzie pomaga mu zdemaskować hanarskiego dyplomatę zindoktrynowanego przez Żniwiarzy w celu wyłączenia systemów obronnych rodzinnej planety hanarów. Po tych wydarzeniach przyłącza się do zespołu naukowców pracujących nad bronią mającą pokonać Żniwiarzy, o ile jej misja lojalnościowa w Mass Effect 2 została ukończona. Jeżeli tak się nie stało, nie ujawnia się komandorowi i jest uważana za zmarłą.
Może zginąć w finale Mass Effect 2.

### Jack
Uczestnik kontrowersyjnego projektu Cerberusa mającego na celu wzmocnienie ludzkich zdolności biotycznych, przez organizację nazywana Obiektem Zero. Najmłodsze lata spędziła zamknięta w ośrodku badawczym, będąc obiektem drwin ze strony innych dzieci. Nieszczęśliwe dzieciństwo sprawiło, że na całe życie została wrogo nastawiona do świata i nikomu nie ufa. Po ucieczce z ośrodka parała się przestępstwami, morderstwami i uczestnictwem w kultach religijnych, próbując znaleźć swój sposób na życie i uporać się z demonami przeszłości.
W ramach misji lojalnościowej Shepard udaje się z Jack na planetę, na której była przetrzymywana, w celu wysadzenia w powietrze kompleksu dawniej będącego jej więzieniem. Zniszczenie ośrodka skutkuje kłótnią pomiędzy Jack a działającą z ramienia Cerberusa Mirandą – jeśli Shepardowi nie uda się pogodzić obu kobiet, jedna z nich opuszcza jego załogę.
Po odejściu z Normandii zostaje instruktorką w Akademii Grissoma dla uzdolnionych biotycznie dzieci. Zmienia wygląd, a za sprawą swoich podopiecznych zmienia nastawienie – chociaż wciąż zachowuje się ordynarnie, ochrona i nauczanie dzieci staje się jej priorytetem. Shepard pomaga jej ewakuować uczniów Akademii, które zaatakowana została przez Cerberusa, następnie może kontynuować romans z nią. Po ucieczce z Akademii wraz z podopiecznymi wspomaga działania wojenne Sheparda.
Chociaż Jack w pewnym momencie przyznaje się do biseksualizmu, romans z nią nawiązać można jedynie postacią męską. Shepard może zdecydować się albo na przygodny seks, albo zbudowanie trwałej relacji i stopniowe pozyskiwanie zaufania Jack. Jeśli Shepard odbędzie z nią stosunek, a podczas kłótni opowie się za Mirandą, straci zaufanie Jack. Jeśli nie odbędzie z nią stosunku, a kłótnię rozwiąże pokojowo, romansując jednocześnie z Mirandą, nie będzie mógł rozmawiać z Jack, bowiem wszelkie starania Sheparda o rozmowę będzie ucinała poleceniem „Spierdalaj!”
Postać może zginąć w finale Mass Effect 2 lub w trzeciej części, jeśli Shepard nie zyskał wcześniej jej zaufania – po odejściu z Normandii zostaje porwana i zindoktrynowana przez Cerberusa, przez co traci wolną wolę, co zmusza komandora do zabicia jej.

### Javik
Ostatni przedstawiciel rasy protean. Podczas inwazji Żniwiarzy w poprzednim cyklu zniszczenia został wybrany na dowódcę liczącej kilkadziesiąt tysięcy wojowników grupy, zahibernowanych w podziemnych bunkrach na Eden Prime. Wirtualna inteligencja miała wybudzić protean po zakończeniu inwazji, aby ci mogli ponownie podbić galaktykę. Plan sabotowany został przez zindoktrynowanych protean, wskutek czego ocalał tylko Javik. Wirtualne inteligencja przez stulecia lat odłączała kolejne kapsuły, aby móc podtrzymywać funkcje życiowe dowódcy.
Pięćdziesiąt tysięcy lat później, w roku 2186, kapsuła z zahibernowanym Javikiem zostaje odnaleziona i otwarta przez Sheparda i Liarę, prowadzących na Eden Prime śledztwo w sprawie działań Cerberusa w regionie. Javik przeżywa szok, widząc, że przepadło wszystko co znał. Zgadza się dołączyć do Sheparda, przysięgając, że nie spocznie, póki nie pokonają wszystkich Żniwiarzy. Proteanin nie ukrywa jednak swojej niechęci do ludzi, asari czy turian, którzy w jego cyklu byli prymitywnymi rasami, teraz zaś dominują w galaktyce. Z biegiem czasu nabiera jednak szacunku do Sheparda, podziwiając jego zdolności przywódcze, wolę walki i umiejętność radzenia sobie na polu bitwy.

### Thane Krios
Drellski zabójca umierający z powodu choroby znanej jako syndrom Keprala. Wychowywał się wśród hanarów, którzy od najmłodszych lat szkolili go na zabójcę. Jego żona została zamordowana przez polującego na niego najemnika. Obawiając się o los swojego syna, Kolyata, porzucił go, co przez wiele lat wywoływało u niego wyrzuty sumienia. Aby pozyskać lojalność Thane’a, Shepard udaje się z nim na Cytadelę i powstrzymuje Kolyata przed pójściem w ślady ojca, udaremniając planowany przez niego zamach na turiańskiego polityka. W związku ze swoją profesją przez wiele lat nie utrzymywał kontaktów towarzyskich z innymi osobami i izolował się od otoczenia. Jeśli Shepard będzie odwiedzał go pomiędzy misjami i rozmawiał z nim, Thane wyzna, że jest jego pierwszym przyjacielem i cieszy go, że może z kimś porozmawiać na wszystkie trapiące go tematy.
Po opuszczeniu Normandii oddaje się pod opiekę lekarzy. Kilka miesięcy później Shepard spotyka go w szpitalu na Cytadeli i proponuje mu ponowne przyłączenie się do drużyny, ten jednak odmawia, twierdząc, że pozostałe mu tygodnie życia chce poświęcić na kontemplacje. Niedługo później, podczas zamachu stanu na Cytadeli, zostaje poważnie raniony przez agenta Cerberusa i umiera niedługo później wskutek odniesionych obrażeń.
Grając postacią żeńską możliwe jest nawiązanie z nim romansu. Postać może również zginąć w finale Mass Effect 2.

### Miranda Lawson
Jest dzieckiem stworzonym w probówce przez bogatego Ziemianina, mającego nadzieję na założenie doskonałej genetycznie dynastii. Mając dość despotycznego ojca, przyłączyła się do Cerberusa, porywając siostrę od ojca i wysyłając ją do rodziny zastępczej z nadzieją, że dzięki temu będzie miała spokojne dzieciństwo i normalne życie.
Staje się jedną z najbardziej cenionych agentek Cerberusa. Człowiek Iluzja powierza jej nadzorowanie projektu „Łazarz”, mającego na celu wskrzeszenie Sheparda. Jest pierwszym oficerem na Normandii SR-2, na bieżąco donosi też Człowiekowi Iluzji o poczynionych przez Sheparda postępach.
W jednym z możliwych zakończeń okazuje swoją lojalność względem Sheparda poprzez zrezygnowanie z pełnionych w Cerberusie funkcji i odmowę wykonania rozkazu Człowieka Iluzji, nakazującemu jej powstrzymanie bohatera przed zniszczeniem stacji Żniwiarzy. Grając postacią męską można nawiązać z nią romans.
W trzeciej części Miranda wpada na trop zakrojonego na szeroką skalę szwindlu Cerberusa, który wabi uchodźców do Sanktuarium, w którym mają oni znaleźć schronienie. W rzeczywistości jest to ośrodek badawczy, w którym Cerberus prowadzi na ludziach przerażające badania, m.in. zamieniając je w zombie. Miranda odkrywa również, że szefem projektu jest jej ojciec, Henry Lawson, który porwał jej siostrę. Miranda może zginąć podczas konfrontacji z ojcem, jeżeli Shepard wcześniej nie ostrzegł jej o potencjalnych niebezpieczeństwach czyhających w Sanktuarium.
Twarz Mirandy wzorowana jest na twarzy Yvonne Strahovski, która udziela jej również głosu w oryginalnej wersji językowej.

### Legion
Geth-terminal połączony z 1183 innych gethów tworzących „świadomą” jednostkę. Należy do większości społeczności gethów, która uważa, że życie organiczne ma prawo istnienia, zaś gethy, z którymi dotychczas walczył Shepard, określa mianem reprezentujących mniejszość heretyków. Po odnalezieniu nie posiadał imienia, jednakże zgodził się żeby nazywać go Legionem, co zasugerowała EDI cytując Ewangelię według świętego Marka („Na imię mi Legion, bo jest nas wielu”; Mk 5, 9). Jest zainteresowany postacią Sheparda, za którym podążał od czasu bitwy na Eden Prime. W misji lojalnościowej Shepard udaje się z Legionem na stację heretyków, gdzie może albo zniszczyć wrogo nastawione maszyny za pomocą specjalnego wirusa, albo przeprogramować je tak, aby podzielały poglądy większości. Po zakończeniu misji Legion wyjawia, że gethy przyłączyły się do Suwerena w celu uzyskania ciała Żniwiarza, dzięki czemu mogłyby połączyć się w jedną wielką świadomość. Nieheretycy uważają z kolei, że gethy powinny budować swoją przyszłość własnymi siłami, zaś sam proces jest tak samo ważny jak rezultat, co zamierzają osiągnąć poprzez budowę olbrzymiej sfery Dysona.
W Mass Effect 3 powróci, jeśli przeżył. Sprzedanie go Cerberusowi w Mass Effect 2 poskutkuje tym, że stanie się przeciwnikiem. Pełni ważną rolę w misji na planecie Quarian Rannoch. Chce załadować kod żniwiarzy do swoich pobratynców, czyniąc ich znowu inteligentnymi, ale wolnymi od wpływu żniwiarzy. Niestety flota quarian szykuje się do ataku. Jeśli Shepard nie ma dość reputacji, będzie musiał wybrać czy zginą quarianie czy gethy, a jeśli ma, może zapewnić pojednanie gethów i quarian. Jeśli Shepard wybierze quarian, Legion będzie próbował go zabić, ale Tali go obezwładni, a potem komandor go zniszczy. Jeśli uda się wymusić pokój, Legion poświęci się, aby załadowywanie kodu żniwiarzy zostało zakończone.

### Zaeed Massani
Ludzki łowca głów, którego postać pojawiła się w dodatku DLC Cena zemsty dostępnym w momencie premiery gry. Jeden z najbardziej poważanych w galaktyce łowców głów, jak również współzałożyciel grupy najemników Niebieskie Słońca (ang. Blue Suns), przyłącza się do Sheparda dzięki sowitemu wynagrodzeniu, jakie otrzymał od Cerberusa. W momencie dołączenia do załogi prosi jednak, aby Shepard wygospodarował chwilę i pomógł mu załatwić pewną sprawę osobistą. Zaeed chce rozprawić się z Videm Santiagiem, byłym współpracownikiem, który zdradził go i pozostawił na pewną śmierć. Shepard i Zaeed wyruszają do bazy Niebieskich Słońc, gdzie – w zależności od wyboru gracza – mogą zabić Santiaga bądź uratować grupę niewinnych ludzi, pozwalając mu się wymknąć. Jeżeli Shepard nie posiada wystarczającej ilości punktów prawości/idealizmu, uratowanie robotników spowoduje, że Zaeed nie będzie lojalny wobec komandora i jeżeli przeżyje misję samobójczą, zginie w części trzeciej w trakcie próby uratowania ambasadora volusów, Dina Korlacka. Jeżeli jego lojalność została pozyskana, przeżyje konfrontację i będzie stanowił zasób wojenny.

### Jeff „Joker” Moreau
Pierwszy porucznik, pilot SSV Normandia SR-1 i Normandii SR-2 cierpiący na syndrom Vrolika. Pomimo choroby uzyskał jeden z najlepszych wyników w historii akademii lotniczej, zaś podczas pełnienia służby zdobył wiele pochwał, stając się najlepszym pilotem wojsk Przymierza. Z powodu kalectwa rzadko opuszcza mostek, jest jednak w pełni oddany swojej pracy. Na krótko przed katastrofą pierwszej Normandii Shepard siłą zmusza go do opuszczenia pokładu, przez co sam ginie. Po śmierci komandora Moreau przyłącza się do Cerberusa, zaś po wskrzeszeniu Sheparda zostaje pilotem Normandii SR-2.
Postać nie odgrywa znaczącej roli w fabule, jej obecność w grze ogranicza się głównie do przerywników filmowych i rozmów, najczęściej o humorystycznym wydźwięku, jakie można z nią prowadzić pomiędzy misjami. Pod koniec drugiej części pojawia się jednak etap, w którym gracz po raz pierwszy steruje inną postacią niż Shepard. Podczas ataku Zbieraczy na Normandię SR-2 obejmuje się sterowanie nad Jokerem, który – prowadzony przez EDI – musi przemierzyć statek i przekazać sterowanie nad nim sztucznej inteligencji, dzięki czemu atak zostaje odparty, a Shepard może kontynuować misję. Dodatkowo Joker jest jedynym ocalałym członkiem załogi w przypadku odblokowania najgorszego zakończenia Mass Effect 2, w którym giną wszyscy inni, włącznie z Shepardem.
Pytany o swój przydomek, odpowiada, że nadała mu go jedna z instruktorem akademii. Ma on ironiczne zabarwienie, ponieważ był osobą bardzo poważną i prawie w ogóle się nie uśmiechał. Jak tłumaczy: „nie miałem czasu na suszenie zębów”.
W Mass Effect 3, kiedy EDI zyskuje ciało, możliwe jest rozwinięcie pobocznego wątku romansowego pomiędzy nimi.

### Morinth
Biotyczka, córka Samary, cierpiąca na rzadkie schorzenie znane jako Ardat-Yakshi (Demon Nocnych Wiatrów w dawnym dialekcie asari) powodujące wyniszczenie układu nerwowego jej partnerów bądź partnerek, prowadzące go śmierci bądź stanu wegetatywnego. W ciągu stuleci zabiła w ten sposób wielu niewinnych ludzi, którzy przed śmiercią odczuwali z tego powodu silną ekstazę. Przyłącza się do drużyny Sheparda, jeśli ten pozwoli jej zabić matkę. W takim przypadku jedynie Kelly Chambers i Kasumi Gotō zauważą, że Samara, za którą podaje się Morinth, w rzeczywistości nią nie jest. Shepard, bez względu na płeć, może nawiązać z nią romans, co jednak kończy się jego lub jej śmiercią. Morinth nie posiada własnej misji lojalnościowej – w momencie przyłączenia się do drużyny już jest lojalna wobec Sheparda. W części trzeciej gracz odbierze od niej e-maila wyjaśniającego nieobecność na Normandii, a z terminala Liary można się dowiedzieć, że przebywające w klasztorze Ardat-Yakshi jej siostry usuwały korespondencję od niej bez czytania. Pojawia się również w trakcie misji Priorytet: Ziemia jako banshee, jednak nie towarzyszy temu żaden komentarz ze strony którejkolwiek postaci występującej w grze. Należy ją zlikwidować w ten sam sposób, co pozostałe banshee.
Twarze Samary i Morinth są wzorowane na modelce Ranie McAnear.

### Samara
Prawie tysiącletnia asari posiadająca znakomite umiejętności biotyczne. Jest tzw. egzekutorką, osobą, która całe swoje życie poświęciła egzekwowaniu prawa. Wśród społeczności asari egzekutorki mają status zbliżony do Widm – stoją ponad prawem, w celu jego przestrzegania mogą przedsięwziąć dowolne środki, które uznają za stosowne, zaś całe ich życie podporządkowane jest kodeksowi mogącemu przywodzić na myśl bushidō. Shepard spotyka ją na Illum, kiedy ta ściga swoją córkę, która od dziesięcioleci zabija niewinne osoby podczas kontaktu seksualnego. W celu pozyskania lojalności Samary Shepard musi pomóc jej rozprawić się z córką, Morinth. Dowiadują się, że przebywa ona w sekcji dla VIP-ów w klubie Zaświaty (ang. Afterlife) i układają plan zwabienia asari. Po krótkim śledztwie wśród bywalców klubu Shepardowi udaje się pozyskać informacje, za pomocą których wywiera na Morinth pozytywne wrażenie, a ta zaprasza do go swojego apartamentu, gdzie Shepard zabawia ją do momentu przybycia Samary. W zależności od poczynań gracza, jedna z kobiet ginie, druga zaś przyłącza się do drużyny. W trzeciej części zaś, jeżeli wybraliśmy Samarę zamiast Morinth,
spotykamy ją w klasztorze ardat-yakshi. Samara pomaga komandorowi oczyścić klasztor, a przy okazji zabić jedną ze swoich córek kontrolowanych przez Żniwiarzy. Po wykonaniu zadania Samara chce popełnić samobójstwo; jeśli Shepardowi uda się ją odwieść od tego pomysłu (wymagana lojalność w drugiej części gry), wesprze ona jego działania wojenne.

### Kahlee Sanders
Postać pojawiająca się w powieściach Objawienie, Podniesienie, Odwet i Deception oraz w Mass Effect 3. Córka admirała Jona Grissoma, jedyny pracujący nad sztuczną inteligencją naukowiec ocalały z masakry na Sidonie. Nawiązuje krótkotrwały romans z Davidem Andersonem. Dekadę później kieruje projektem Podniesienie, mającym na celu ulepszenie potencjału biotycznego ludzi. Gdy odkrywa, że w projekt zaangażowany jest Cerberus, próbuje za wszelką cenę mu zaszkodzić. Pojawia się w trzeciej części gry w Akademii Grissoma, gdzie komandor Shepard pomaga jej i Jack uratować uczniów przed Cerberusem.

### Mordin Solus
Niezwykle ruchliwy i ekscentryczny salariański naukowiec, wcześniej członek Oddziału do Zadań Specjalnych, przez niektórych uważany za „szalonego naukowca” w związku z jego pracami nad modyfikacją krogańskiego genofagium. Wierzy, że robi wszystko co możliwe w celu zapewnienia galaktyce bezpieczeństwa, kieruje się silnymi zasadami moralnymi każącemu mu szanować wszystkie formy życia. Shepard spotyka go na Omedze, gdzie Mordin stara się powstrzymać trawiącą slumsy zarazę. Po przyłączeniu się do załogi pracuje w laboratorium Normandii badając materiały dotyczące Zbieraczy, jak również opracowuje ulepszenia dla statku i załogi.
Misja lojalnościowa Mordina wiąże się z odszukaniem na Tuchance jego dawnego studenta, porwanego przez najemników Krwawej Hordy (ang. Blood Pack) w celu opracowania lekarstwa na genofagium. Mordinowi nie podoba się nieetyczne zachowanie Maelona, zaś w zależności od wyborów gracza może go zabić, jak również zniszczyć kompleks i wszystkie dane dotyczące choroby.
Jeżeli Mordin ocalał w drugiej części oraz zatrzymał dane dotyczące genofagium, pojawia się w Mass Effect 3. Opracowuje skuteczne lekarstwo na chorobę wyniszczającą krogan, ginie na Tuchance podczas jego rozpylania bądź z ręki Sheparda, który ostatecznie decyduje się nie pomagać kroganom.
Jeżeli gracz w pierwszej części dopuścił do śmierci Wreksa, w trzeciej części możliwy jest scenariusz, w którym Shepard przekonuje Mordina, żeby nie leczył krogan, dzięki czemu salarianin przeżywa.
Jeśli Shepard zdecyduje się na romans, Mordin zaoferuje doradztwo w kwestii bezpiecznego seksu i zmaksymalizowania przeżyć. Sam nie może być obiektem romansu, jednakże kilkakrotnie błędnie interpretuje pozbawione podtekstu wypowiedzi Shepard, grzecznie odmawiając. Podczas jednej z rozmów zdradza, że w przeszłości śpiewał w operze, zaś pociągnięty za język śpiewa przerobioną wersję utworu z opery The Pirates of Penzance Arthura Sullivana i W.S. Gilberta.

### Jacob Taylor
Główny bohater Mass Effect Galaxy. Były członek wojsk Przymierza, który ponownie przyłącza się do nich w celu przeprowadzenia śledztwa w sprawie poczynań batarian, galaktycznych terrorystów, twierdzących, że chcą nawiązać pokojowe stosunki z Radą Cytadeli. Z pomocą Mirandy odkrywa, że Jath’Amon, batariański ambasador, w rzeczywistości chce dokonać zamachu na Radę.
W Mass Effect 2 staje się pierwszym członkiem drużyny Sheparda, dołączając do niego w stacji badawczej Cerberusa niedługo po jego przebudzeniu. Jest podwładnym Mirandy, darzy jednak głównego bohatera dużym szacunkiem ze względu na podobne przeżycia wojskowe. Trzynaście lat przed wydarzeniami opisanymi w drugiej części zerwał kontakty ze swoim ojcem, będącym jednym z oficerów na zaginionym statku handlowym Hugo Gernsback. Misja lojalnościowa Jacoba wiąże się z poznaniem losów jego ojca. Shepard i Taylor przybywają na miejsce katastrofy statku, gdzie spotykają ludzi zatrutych toksynami pochodzącymi z okolicznej żywności. Okazuje się, że Taylor Senior objął przywództwo nad ocalałymi i stał się tyranem. Bohaterowie mają trzy możliwości rozwiązania sprawy – wezwanie Przymierza, które uratuje rozbitków i aresztuje despotę, wydanie go bez uzbrojenia na pastwę pobratymców bądź wręczenie mu pistoletu i kilku nabojów, aby sam popełnił samobójstwo. Grając postacią żeńską, można nawiązać z nim romans.
W trzeciej części Shepard spotyka Jacoba w placówce badawczej, w której ochrania on naukowców, którzy uciekli z Cerberusa. Taylor związał się z jedną z naukowców, wspólnie oczekują dziecka.

### Liara T’Soni
Specjalistka od cywilizacji protean, córka Benezji. Shepard spotyka ją w proteańskich ruinach na Therum, gdzie została uwięziona wewnątrz bariery kinetycznej. Po oswobodzeniu może zaproponować jej przyłączenie się do jego drużyny. Jest dzieckiem dwóch asari, przez co czasem spotyka się z ostracyzmem ze strony swoich ziomków, które wierzą, że asari powinny krzyżować się z innymi gatunkami w celu uzyskania jak najlepszych predyspozycji genetycznych. Liara jest potencjalnym obiektem romansu zarówno dla męskiej, jak i żeńskiej postaci Shepard.
Pojawia się jako postać epizodyczna w Mass Effect 2 i jest główną bohaterką komiksu Mass Effect: Odkupienie. Po śmierci Sheparda odzyskała jego ciało z rąk Handlarza Cieni i przekazała je Cerberusowi. W drugiej części bohater spotyka ją na Illium, gdzie handluje ona informacjami, konkurując z Handlarzem Cieni. Shepard może wykonać dla niej poboczną misję, pomagając zdemaskować szpiega dybiącego na jej życie. Proponuje jej również ponowne przyłączenie się do drużyny, ta jednak z żalem odmawia, mówiąc, że musi doprowadzić do końca sprawy z Handlarzem Cieni. W dodatku DLC Kryjówka Handlarza Cieni Shepard przekazuje Liarze dane wywiadowcze Cerberusa na temat Handlarza oraz pomaga jej go unicestwić, dzięki czemu asari przejmuje jego interes.
Pojawia się też w Mass Effect 3 jako członek drużyny Sheparda i postać kluczowa dla głównego wątku fabularnego. Pierwszy raz spotyka się ją na Marsie, gdzie razem z grupą naukowców odnalazła schemat urządzenia zdolnego zniszczyć Żniwiarzy. Po odzyskaniu tych planów postanawia dołączyć do Sheparda i pomóc mu w walce ze Żniwiarzami.
Twarz i sylwetka Liary wzorowana jest na wyglądzie aktorki Jillian Murray.

### Urdnot Grunt
Pochodzący z probówki kroganin wolny od genofagium. Stworzony przez radykalnego krogańskiego naukowca Okeera, którego pierwotnie miał zrekrutować Shepard. Doktor ginie jednak w wyniku ataku najemników Niebieskiego Słońca (ang. Blue Suns), pozostawiając Shepardowi swoją „spuściznę” – komorę z Gruntem. Do bohatera należy decyzja, czy podejmie ryzyko i uwolni kroganina, mogącego wymordować całą załogę Normandii. Jeśli Shepard zdecyduje się na oswobodzenie Grunta, w ramach misji lojalnościowej będzie mógł wyruszyć z nim na Tuchankę, wyniszczoną długimi wojnami rodzimą planetę krogan. Okazuje się, że wzrastająca w kroganinie agresja wynika z faktu, że wchodzi on w dorosłość, co w krogańskiej tradycji wiąże się z przejściem rytuału, którego ukończenie gwarantuje przyjęcie do jednego z klanów. Shepard zostaje kranttem Grunta – zaufanym towarzyszem broni, z którym kroganie przechodzą rytuał polegający na walce z zastępami varrenów i miażdżypaszczą (ang. thresher maw). W jednym z wariantów rozgrywki drużynie Grunta jako pierwszej od czasów Wreksa udaje się zabić miażdżypaszczę. Po ukończeniu rytuału kroganin zostaje przyjęty do klanu Urdnotów (przez Wreksa, jeśli przeżył w pierwszej części, bądź jego brata), jednakże zamiast pozostać na Tuchance, decyduje się wspierać Sheparda, według krogańskiej tradycji będącego jego wodzem-w-boju (ang. battlemaster). Grunt sam wybiera sobie swoje imię, twierdząc, że mu się podoba, ponieważ nie ma ono żadnego znaczenia, odrzucając propozycje Sheparda, sugerującego m.in. imię Spuścizna.
W trzeciej części jest dowódcą elitarnego oddziału krogan, Kompanii Aralakh.

### Urdnot Wrex
Wrex jest jednym z ostatnich krogańskich mistrzów broni, dobrze posługujących się zarówno biotyką, jak i bronią palną. Dzięki swoim zdolnościom bojowym w młodym wieku objął przywództwo nad niewielką grupką krogan z klanu Urdnotów. Wrex uświadomił sobie, że jego rasa, cierpiąca na genofagium powodujące śmierć 99.9% krogańskich dzieci i płodów, nie robi nic, aby znaleźć lekarstwo na chorobę, a zamiast tego woli prowadzić między sobą ciągłe walki, przez co nie przepada za swoimi pobratymcami. Ze względu na różnice poglądów w młodości zabił swojego ojca, uprzedzając jego działanie. Po opuszczeniu rodzinnej Tuchanki był najemnikiem, żołnierzem, łowcą nagród i ochroniarzem, w przeszłości spotkał się także z Sarenem, jednakże w porę wyczuł złe zamiary turianina i zrezygnował ze zlecenia.
Shepard spotyka Wreksa na Cytadeli, gdzie uprzedza jego zamiary uciszenia pracującego dla Handlarza Cieni informatora zwanego Pięścią. Kroganin przyłącza się do drużyny bohatera, najprawdopodobniej w celu zabicia nudy i przeżycia kolejnej przygody. Podczas wyprawy na Virmir oddział odkrywa, że Saren opracował lek na genofagium i wykorzystuje go w celu stworzenia armii krogan. Dochodzi do sprzeczki pomiędzy Wreksem a Shepardem, który chce zniszczyć fabrykę Sarena, być może zaprzepaszczając jedyną szansę na ocalenie wymierającej rasy. W zależności od dokonanych wcześniej przez gracza wyborów, Wrex może zginąć z ręki Ashley bądź dać się przekonać Shepardowi do jego racji.
Jeśli Wrex przeżyje na Virmirze, pojawi się w drugiej części jako postać epizodyczna. Shepard spotka go na Tuchance, gdzie Wreksowi udało się zjednać wielu krogan w walce przeciwko genofagium. Jako przywódca Urdnotów zaproponuje Gruntowi przyłączenie się do jego klanu. W trzeciej części Wrex zgadza się wesprzeć znienawidzonych przez krogan turian w walce ze Żniwiarzami, jeśli ci umożliwią im wyleczenie genofagium.

### Garrus Vakarian
Turianin, który przed przyłączeniem się do Sheparda pracował w Służbie Ochrony Cytadeli (SOC). Nigdy nie ufał Sarenowi, w związku z czym starał się inwigilować jego poczynania, jednakże nie udało mu się zdobyć obciążających go dowodów. Nie podobała mu się zbytnia biurokratyzacja pracy w SOC, działanie według podręcznika i zbyt pobłażliwe obchodzenie się z przestępcami. Uważał, że w celu zapobieżenia przestępstwu bądź ukarania winnego należy przedsięwziąć wszelkie konieczne środki. Z tego też powodu przyłączył się do Sheparda, który jako Widmo ma wolną rękę, zaś służenie pod jego komendą wiąże się ze znacznie mniejszymi ograniczeniami. Kiedyś rozpatrywano jego kandydaturę na Widmo.
Garrus powraca w Mass Effect 2. Shepard ma za zadanie zwerbować Archanioła do swojej drużyny, który znajduje się on na Omedze, gdzie uprzykrza życie lokalnym przestępcom. Bohater w tym celu zapisuje się do grupy najemników mających zlikwidować Archanioła, jednakże potem zdradza ich i pomaga mu w odparciu ataku. W międzyczasie okazuje się, że Archaniołem jest tak naprawdę Garrus. Po tym wydarzeniu Garrus ponownie przyłącza się do drużyny. W ramach misji lojalnościowej prosi bohatera o pomoc w znalezieniu Sidoniusa, który zdradził jego oddział, przyczyniając się do śmierci wielu osób. Grając postacią żeńską, w drugiej części można nawiązać z nim romans.
Jeśli ocalał w Mass Effect 2, powraca w Mass Effect 3. Komandor spotyka go na księżycu rodzimej planety turian, gdzie Garrus wspiera działania wojenne jako ekspert w dziedzinie Żniwiarzy. Wraz z Shepardem ratuje turiańskiego prymarchę, a następnie powraca do drużyny komandora. Postać żeńska może kontynuować romans z nim.

### James Vega
Dość niekonwencjonalny żołnierzy Przymierza, który woli brać sprawy w swoje ręce niż czekać na reakcje biurokracji. Pojawia się w Mass Effect: Conviction i Mass Effect: Paragon Lost jako główna postać, a w Mass Effect 3 jako nowy członek załogi Sheparda.

### Ashley Williams
Żołnierz Przymierza pochodząca z rodziny o długiej wojskowej tradycji – w wojsku służyli jej ojciec, dziadek i pradziadek. Jest najstarszą z czworga dzieci, jako nastolatka pomagała w wychowywaniu młodszych sióstr – Lynn, Abby i Sary. Do wojska wstąpiła zaraz po ukończeniu liceum. Shepard po raz pierwszy spotyka ją podczas walki na Eden Prime, gdzie zyskuje możliwość przyłączenia się do jego drużyny. W zależności od dokonanych przez gracza wyborów, może zginąć na Virmirze w wyniku eksplozji bomby nuklearnej. Grając postacią męską można nawiązać z nią romans.
Jeśli Williams przeżyje na Virmirze, pojawia się jako postać epizodyczna w Mass Effect 2. Shepard spotyka ją na zaatakowanej przez Zbieraczy kolonii Horyzont, gdzie została wysłana w celu nadzorowania instalacji dział obronnych. Shepard proponuje jej ponowne przyłączenie się do drużyny, ta jednak odmawia ze względu na jego powiązania z Cerberusem. Jeśli z pierwszej części zaimportowano zapis gry z ukończonym wątkiem romansowym, Ashley wyśle Shepardowi mejl, w którym przeprasza za swoje zachowanie na Horyzoncie i wyznaje, że mimo wszystko nadal jej na nim zależy.
Ocalała Ashley powraca w Mass Effect 3, gdzie wraz z Shepardem i Jamesem Vegą ucieka z Ziemi tuż po zaatakowaniu jej przez Żniwiarzy. Wraz z komandorem udaje się na Marsa w celu zbadania proteańskich archiwów, mogących zawierać dane odnośnie do broni zdolnej zniszczyć Żniwiarzy. Zostaje ciężko ranna w wyniku walki z androidem Cerberusa i przez pewien czas znajduje się pod opieką lekarzy z Cytadeli. W międzyczasie przyjmuje propozycję zostania drugim ludzkim Widmem. Niedługo później Cytadela staje się celem zamachu terrorystów z Cerberusa, którzy przy wsparciu ludzkiego radnego, Donnela Udiny, podejmują próbę zamordowania radnych salarian, turian i asari w celu umocnienia pozycji ludzi. Jeśli Shepardowi nie uda się przekonać Ashley o winie Udiny, ta będzie go chronić, wskutek czego ponosi śmierć z ręki komandora bądź członka jego drużyny. Jeśli Williams przeżyje, może powrócić na Normandię, co umożliwi kontynuowanie bądź nawiązanie romansu z nią.
Możliwe, że postać wzorowana była na Ashleyu J. Williamsie z Martwego zła. Oboje mają twardą osobowość, są wyjątkowo skuteczni w walce, w głębi duszy są jednak wrażliwi.

### Tali’Zorah
Quarianka, którą Shepard poznaje w Cytadeli, gdy ta próbuje uzyskać ochronę w zamian za informacje świadczące o zdradzie Sarena. Bohater ratuje Tali przed najemnikami turianina, ta zaś przyłącza się do jego załogi. W momencie poznania z Shepardem Tali odbywa właśnie pielgrzymkę – quariański rytuał wejścia w dorosłość. Zwyczajem jest, że quarianin po zakończeniu pielgrzymki ofiarowuje swojemu wodzowi wartościowy prezent. Podczas eksploracji kosmosu oddział Sheparda w bazie gethów odnajduje dysk z danymi o ewolucji gethów, który bohater może przekazać Tali, dzięki temu ta będzie mogła zakończyć pielgrzymkę, gdy powstrzymają Sarena.
W drugiej części Tali ukończyła już pielgrzymkę i została naukowcem badającym gethy – syntetyczne formy życia stworzone przez quarian, które osiągnęły świadomość i zmusiły ich do opuszczenia rodzinnej planety. Shepard po raz pierwszy spotyka ją w ludzkiej kolonii Pochód Wolności (ang. Freedom’s Progress), jednakże ta odmawia przyłączenia się do drużyny, tłumacząc, że musi doprowadzić do końca pewną sprawę. W późniejszej części Człowiek Iluzja zaleca Shepardowi zwerbowanie Tali do swojego oddziału. Bohater pomaga jej rozwiązać trapiący ją problem, ta zaś przyłącza się do drużyny. W późniejszym czasie Tali zostaje oskarżona o zdradę quarian i sprowadzenie do ich społeczności aktywnego getha. Shepard, jako jej obecny dowódca, wstawia się za nią na quariańskim procesie i może przedłożyć dowody świadczące o jej niewinności, jednakże to poskutkuje utratą jej lojalności, bowiem wskazują one na winę jej zmarłego ojca, który przed oskarżeniem i „pośmiertnym wygnaniem” nie może się już w żaden sposób obronić. Aby zapewnić lojalność quarianki, Shepard musi przekonać Radę Admiralicji o jej niewinności bez ujawniania dowodów, bądź pozwolić na jej skazanie. Grając postacią męską, w drugiej części możliwe jest nawiązanie z nią romansu.
W trzeciej części Tali może powrócić jako jeden z admirałów Wędrownej Floty. Quarianie, którzy wdali się w wojnę na pełną skalę z gethami, toczą desperacją walkę o odzyskanie Rannocha, ich rodzimej planety. Jeżeli Shepardowi nie uda się pokojowo zakończyć konfliktu, Tali, widząc szczątki Wędrownej Floty spadające na Rannocha, popełnia samobójstwo. Jeśli komandor pogodzi zwaśnione strony lub zdecyduje o zagładzie gethów, Tali powraca do załogi i możliwe jest kontynuowanie z nią romansu.
W trakcie rozgrywki Tali kilkakrotnie zmienia nazwisko, co związane jest z quariańską tradycją określania, z jakiego okrętu pochodzi dana osoba (nar), a także na jakim okręcie obecnie służy (vas). W pierwszej części nazwiskiem Tali było nar Rayya, na początku drugiej vas Neema, zaś w momencie przyłączenia się do Sheparda – vas Normandy.
Jeśli ocalała w Mass Effect 2, powraca w Mass Effect 3 jako członek drużyny Sheparda.

## Antagoniści

### Saren Arterius
Byłe turiańskie Widmo i główny antagonista w pierwszej części gry, znany z osiągania celów za wszelką cenę. W powieści Mass Effect: Objawienie torturuje i zabija każdego, kto stanie mu na drodze, także niewinnych postronnych świadków. Nie uważał swoich metod za okrutne, zaś dobijanie wycieńczonych ofiar poprzez złamanie im karku uważał za akt miłosierdzia. Przypuszczalnie nienawidzi ludzi z powodu śmierci brata, który zginął podczas Wojny Pierwszego Kontaktu pomiędzy ludźmi a turianami.
Po wydarzeniach opisanych w książce, a przed rozpoczęciem fabuły pierwszego Mass Effect, Saren przejął kontrolę nad armią gethów, używając w tym celu tajemniczego artefaktu znanego jako Suweren, będącego w rzeczywistości jednym ze Żniwiarzy, którzy 50 tysięcy lat wcześniej unicestwili cywilizację protean. Saren wykorzystuje Suwerena, aby zemścić się na ludziach, jak również – według niego – ocalić część życia organicznego w galaktyce, które Żniwiarze mają zamiar ponownie unicestwić. Shepard stara się go powstrzymać, odrzuca też jego propozycję przyłączenia się do Suwerena. Saren wykorzystuje legendarny przekaźnik Mu, aby umożliwić Żniwiarzowi i gethom dostanie się na Cytadelę i rozpoczęcie eksterminacji inteligentnych form życia. Saren zostaje zastrzelony przez Sheparda bądź popełnia samobójstwo, w zależności od wyborów gracza, zaś Suweren zostaje unicestwiony przez Flotę Cytadeli i wojska Przymierza.

### Człowiek Iluzja
Protagonista komiksu Mass Effect: Evolution, Sojusznik Sheparda w Mass Effect 2 oraz główny antagonista w Mass Effect: Podniesienie, Mass Effect: Odwet oraz Mass Effect 3. Tajemniczy przywódca Cerberusa, odpowiedzialny za oddzielenie się organizacji od sił Przymierza na krótko przed wydarzeniami z Mass Effect. Jego nadrzędnym celem jest zapewnienie ludziom „należnego im miejsca w galaktyce”.
Nie wiadomo o nim nic konkretnego, można jedynie przypuszczać, że jest biznesowym potentatem, ponieważ dysponuje ogromnymi środkami finansowymi. Jego działania mają raczej charakter biznesowy, aniżeli ksenofobiczny, jak twierdzą przeciwnicy Cerberusa. Rzadko rozmawia z kimś osobiście (dotychczas w całej serii pokazano jedynie jego bezpośrednie rozmowy z Mirandą i Liarą), zamiast tego używa hologramu. Jego przydomek pochodzi od anonimowego manifestu retoryka przetrwania autorstwa człowieka iluzji opublikowanego pod koniec Wojny Pierwszego Kontaktu, w którym to manifeście obwieszczono powołanie do życia Cerberusa.
W Mass Effect: Evolution okazuje się, że w czasie Wojny Pierwszego Kontaktu był żołnierzem Przymierza. Jego przeżycia podczas konfliktu uczyniły go takim, jaki teraz jest. Został schwytany przez Sarena Arteriusa i jego brata Desolasa i poddawany badaniom, przez nich stracił też kilku przyjaciół. Po ucieczce od turian napisał anonimowy manifest nawołujący do nieufności wobec obcych gatunków. Autor został przez czytelników nazwany Człowiekiem Iluzją, stąd jego pseudonim.
W Mass Effect 2 inwestuje pieniądze we wskrzeszenie Sheparda i odbudowę Normandii, sprzymierzając się z nim w celu przeprowadzenia śledztwa dotyczącego zaginięć ludzkich kolonii. Chociaż Shepard nie ufa Człowiekowi Iluzji, obaj wierzą, że zaginięcia powiązane są ze Zbieraczami pracującymi dla Żniwiarzy. Pod koniec gry można zdecydować, czy bohater zniszczy bazę Zbieraczy, za co dostanie naganę od Człowieka Iluzji, czy unicestwi jedynie oponentów, pozwalając Cerberusowi uzyskać dostęp do zaawansowanej technologii.
W Mass Effect 3 pełni rolę centralnego antagonisty podejmuje się próby zapanowania nad Żniwiarzami, aby ludzie zdominowali galaktykę.

### Handlarz Cieni
Najpotężniejszy w galaktyce handlarz informacją, kierujący się wyłącznie jedną zasadą: dowolną informację sprzedaje temu, kto zaoferuje najlepszą cenę. W Mass Effect wynajmuje Urdnota Wreksa do zamordowania Pięści – pośrednika, który go zdradził. Wiele postaci podkreśla, że niemożliwe jest spotkanie się z Handlarzem Cieni twarzą w twarz, bo zawsze korzysta z pośredników, przez co trudno jest ustalić jego prawdziwą tożsamość. Padają podejrzenia, że może nim być sztuczna inteligencja bądź cała siatka osób.
W komiksie Mass Effect: Odkupienie Handlarz Cieni jest głównym antagonistą, wynajętym przez Zwiastuna do odnalezienia ciała Sheparda w zamian za pewne przetrwanie inwazji Żniwiarzy. Plany krzyżuje mu zatrudniona przez Człowieka Iluzję Liara T’Soni, która odzyskuje ciało i przekazuje je Cerberusowi, dzięki czemu organizacja może rozpocząć projekt Łazarz, mający na celu wskrzeszenie komandora. W Mass Effect 2 Shepard spotyka Liarę na Illium, dowiadując się, że konkuruje ona z Handlarzem, który wysłał kogoś do jej wyeliminowania, jednakże w porę udaje się odkryć tożsamość zabójcy i unicestwić go.
W dodatku DLC Lair of the Shadow Broker Shepardowi i Liarze udaje się poznać tożsamość Handlarza i zlikwidować go. Okazuje się, że jest on yahgiem, gatunkiem, który na ojczystej planecie Parnack został izolowany przez Cytadelę jako niebezpieczna rasa. Został schwytany na polecenie pierwotnego Handlarza w celach badawczych. Okazał się inteligentny i zdolny, więc pracował dla niego jako agent Kechlu, jednakże po pewnym czasie zabił go i przejął jego pozycję. Po pokonaniu yahga Liara postanawia wykorzystać zgromadzone przezeń informacje, zostając nowym Handlarzem Cieni.

### Kai Leng
Członek Cerberusa, były żołnierz Przymierza pochodzenia chińsko-słowackiego znany z ksenofobii. Został skazany na 20 lat więzienia za zabicie kroganina, ale Człowiek Iluzja wydostał go z więzienia i zwerbował. Antagonista Mass Effect: Odwet, Mass Effect: Deception oraz Mass Effect 3.
W Mass Effect: Odwet na rozkaz Człowieka Iluzji ściga Paula Graysona, aby go schwytać po nieudanym eksperymencie z technologią Żniwiarzy. Podczas misji zabija Liselle, córkę Arii T’Loak. Wchodzi w tymczasowy sojusz z Andersonem i Sanders, aby dorwać Graysona. Jednak Anderson zabija Graysona i prawie śmiertelnie rani Lenga. Ten potem stawia go przed wyborem: może ocalić studenta Nicka i pozwolić Lengowi uciec albo złapać Lenga i pozwolić Nickowi zginąć. Anderson wybiera uratowanie Nicka, a Leng ucieka, żeby złożyć Człowiekowi Iluzji raport o swoim niepowodzeniu.
W Mass Effect: Deception po wylizaniu się z ran ma nowe zadania – ukraść batarianom plany broni biologicznej, odzyskać ciało Paula Graysona i śledzić poczynania Andersona i Sanders.
W Mass Effect 3 Kai Leng jest jednym z zabójców Cerberusa wysłanym do zabicia komandora Sheparda. Głosu użycza mu w grze Troy Baker.

### Katalizator
Starożytna sztuczna inteligencja zamieszkująca Cytadelę, stanowiąca uosobienie zbiorowej świadomości i pamięci Żniwiarzy. Zanim komandor Shepard spotkał Katalizatora, wierzono, że jest on komponentem koniecznym do ukończenia Tygla – broni mogącej zniszczyć Żniwiarzy.
Katalizator jest twórcą i nadzorcą Żniwiarzy oraz ich cykli zniszczenia. Został stworzony eony temu przez rasę zwaną Lewiatanami, którzy wierzyli, że istoty organiczne i syntetyczne nieuchronnie dążą do konfliktu. Aby tego uniknąć, opracowali konstrukt mający być katalizatorem procesu prowadzącego do pogodzenia organików i syntetyków oraz przywrócenia równowagi. Jego zadaniem było nadzorowanie relacji pomiędzy obiema stronami i ustanowienie pomiędzy nimi nici porozumienia. Trwały pokój okazał się jednak niemożliwy, zaś w wyniku konfliktu inteligentniejsze istoty syntetyczne niechybnie unicestwiłyby istoty organiczne. Chcąc temu zapobiec, Katalizator stworzył nowe rozwiązanie, które przyjęło formę Żniwiarzy, zaś pierwszym z nich zostali jego twórcy.
Rozwiązanie Katalizatora zakłada, że każda rasa, która osiągnęła poziom rozwoju umożliwiający odbywanie podróży kosmicznych, zostanie „skoszona” i przetworzona. Żniwiarz, powstający z przetworzenia milionów przedstawicieli danej rasy, zachowuje jej świadomość i wiedzę. Rasy, które nie rozwinęły się dostatecznie w trakcie trwającego pięćdziesiąt tysięcy lat cyklu, pozostawiane są w spokoju, dzięki czemu nie grozi im zniszczenie przez syntetyków ani zdominowanie przez starsze i mądrzejsze rasy.
Gdy Shepard spotyka Katalizatora, ten przybiera postać hologramu przedstawiającego chłopca, którego śmierć komandor widział podczas ataku Żniwiarzy na Ziemię. Katalizator wyjaśnia, że działania Sheparda zdewaluowały jego rozwiązanie, konieczne jest więc znalezienie nowego, jednak nie jest to możliwe bez pomocy ze strony komandora. Rozwiązania zaproponowane przez Katalizatora to: definitywne zniszczenie Żniwiarzy, stworzenie nowej, syntetyczno-organicznej struktury DNA lub przejęcie kontroli nad Żniwiarzami, dzięki czemu Shepard stanie się nowym Katalizatorem. Odmowa pomocy Katalizatorowi (udostępniona w darmowym DLC Extended Cut) skutkuje wznowieniem żniw, które kończą się ostatnim w historii wszechświata zwycięstwem Żniwiarzy – w trakcie epilogu pojawia się wzmianka, że zgromadzone w trakcie obecnego cyklu informacje na temat Żniwiarzy przyczyniły się do ich zagłady podczas kolejnych żniw.

### Matka Benezja
Szanowana asari i potężna biotyczka, która sprzymierzyła się z Sarenem. Matka Liary T’Soni, z którą od dawna nie utrzymywała kontaktów. Liara przypuszcza, że Benezja spotkała się z ostracyzmem ze strony innych asari, ponieważ jej potomkini spłodzona została z inną przedstawicielką swojego gatunku. Zostaje zindoktrynowana przez Suwerena w celu odnalezienia przekaźnika Mu. Ginie na Noverii po walce stoczonej z Shepardem, w ostatnich chwilach próbując przeciwstawić się woli kontrolującego jej umysł Suwerena. Jeśli w momencie śmierci Benezji w drużynie Sheparda znajduje się Liara, asari przebaczają sobie. Przed śmiercią wyznaje, że przyłączyła się do Sarena dobrowolnie mając nadzieję, że odwiedzie go od jego zamiarów, jednakże została zindoktrynowana.

### Suweren
Przedstawiciel Żniwiarzy, który od momentu unicestwienia protean obserwował rozwój nowych form życia w galaktyce. Jest ogromnym, około dwukilometrowym inteligentnym statkiem, znacznie bardziej zaawansowanym od wszystkiego, co dotychczas wykształciły wszystkie inteligentne istoty. Posiada zdolność znaną jako indoktrynacja, za pomocą której kontroluje umysły organicznych istot i wykorzystuje je do swoich celów, ponieważ sam nie posiada odpowiedniego ciała. Shepard po raz pierwszy spotyka go osobiście na Virmirze, wtedy też poznaje jego prawdziwą tożsamość. Arogancko wypowiada się o organicznych formach życia, twierdząc, że są one pomyłką i genetyczną mutacją. Samego siebie nazywa zwiastunem zniszczenia oraz zapowiada, że Żniwiarze „zasłonią niebo nad każdym ze światów”.
Po śmierci Sarena Suweren przejmuje jego ciało dzięki specjalnym cyberimplantom, przemieniając go w zrobotyzowaną formę życia, którą udaje się pokonać Shepardowi. Właściwe ciało Suwerena zostaje zniszczone przez Flotę Przymierza. W Mass Effect 2 Rada podjęła środki mające na celu przekonać opinię publiczną, że Suweren w rzeczywistości nie był Żniwiarzem, a statkiem wojennym gethów. Legion wyjaśnia Shepardowi, że Żniwiarz w rzeczywistości nazywał się Nazara, zaś imię Suweren nadał mu Saren. Stoi to w sprzeczności z rozmową Sheparda ze Żniwiarzem w pierwszej części, kiedy ten przedstawił mu się właśnie jako Suweren. Przypuszcza się, że nazara może oznaczać „suwerena” w języku Żniwiarzy.

### Zwiastun
Żniwiarz, główny antagonista w Mass Effect 2, koordynujący poczynania Zbieraczy, nad których ciałami może przejąć kontrolę. Po zabiciu Suwerena, co było pierwszym znanym przypadkiem pokonania Żniwiarza, angażuje się w sprawę Sheparda, nakazując pojmanie go żywcem, jeśli będzie to możliwe. Kieruje zastępami Zbieraczy porywających ludzkie kolonie w celu wykorzystywania ich materiału genetycznego do zbudowania ludzkiego Żniwiarza. Gdy Shepardowi udaje się zniszczyć bazę Zbieraczy i prototyp Żniwiarza, Zwiastun, będąc w ciele Zbieracza, mówi komandorowi, że jego zwycięstwo jest bezsensowne: „Człowieku, niczego nie zmieniłeś. Twój gatunek przyciągnął kogoś nieskończenie większego” po czym zwraca się do Generała Zbieraczy: „Sprawiasz nam zawód. Znajdziemy inny sposób”, po czym oddaje mu kontrolę nad własnym ciałem, pozostawiając go na śmierć (uniknął w ten sposób losu Suwerena, którego świadomość przepadła w momencie zniszczenia ciała Sarena). W podobny sposób zakończył się Mass Effect, kiedy to Suweren powiedział Shepardowi, że Żniwiarze „znajdą inny sposób”. W ostatniej scenie Mass Effect 2 widać Zwiastuna i niezliczony zastęp Żniwiarzy powoli zbliżających się do Drogi Mlecznej.
Pod koniec dodatku Arrival / Przybycie, tuż przed uderzeniem asteroidy w przekaźnik masy, dochodzi do wymiany słów pomiędzy Zwiastunem a komandorem, przy czym wyświetlany hologram zależy od tego, czy misja na Aratoht została podjęta przed zagładą Zbieraczy (hologram przedstawia wtedy Generała Zbieraczy), czy też po tym fakcie (hologram przedstawia właściwą postać Zwiastuna). Daje wyraz swojej irytacji, gdy Shepard po raz kolejny przyczynia się do opóźnienia żniw. Jego przemowa również nieznacznie się różni z tego samego powodu, co wyświetlany hologram: przed misją samobójczą twierdzi: „wasi przywódcy będą błagać, by poddać się żniwom”, natomiast po jej ukończeniu mówi: „wasi przywódcy będą błagać, aby nam służyć”.
Pojawia się pod koniec kampanii dla jednego gracza Mass Effect 3 podczas ostatecznej bitwy o Ziemię (nic nie mówi, lecz walczy), według naukowców to największy, najstarszy i najpotężniejszy ze Żniwiarzy. W umiejscowionej przed ostateczną bitwą o Ziemię rozgrywce wieloosobowej powraca natomiast armia Zbieraczy (dodatek DLC „Retaliation / Odwet)”, którą po raz kolejny dowodzi Zwiastun. Podobnie, jak to miało miejsce w poprzedniej części gry, przejmuje on kontrolę nad wybranymi jednostkami Zbieraczy, zwiększając drastycznie ich potencjał bojowy.